# Iwan Iwanow (ur. 1988)
Iwan Iwanow (ur. 25 lutego 1988 w Złaticy) – bułgarski piłkarz występujący na pozycji obrońcy w litewskiem klubie FK Palanga.

## Kariera piłkarska
Jest wychowankiem Pirinu Błagojewgrad, ale już w wieku siedemnastu lat przeszedł do CSKA Sofia. Przez trzy kolejne sezony występował w jej drużynie juniorskiej, spradycznie (dwunastokrotnie) grając w zespole seniorskim w ekstraklasie. Wysoką formę osiągnął dopiero po przejściu – na zasadzie wypożyczenia – do Lokomotiwu Płowdiw, w którego barwach w sezonie 2007–2008 rozegrał dwadzieścia cztery mecze i zajął dziewiąte miejsce w lidze. Po powrocie do CSKA tworzył duet środkowych obrońców z Kiryłem Kotewem.
Udane występy w barwach Łokomotiwu, CSKA oraz reprezentacji młodzieżowej, w której występował od 2006 roku, zaowocowały debiutem w kadrze seniorskiej. 20 sierpnia 2008 roku otrzymał od selekcjonera Płamena Markowa szansę na grę przeciwko Bośni i Hercegowinie (2:1) w spotkaniu towarzyskim. Później, za kadencji tego samego szkoleniowca, zagrał w meczach eliminacji do Mundialu 2010: z Włochami (0:0), kiedy zmienił kontuzjowanego Lucio Wagnera, oraz pełne dziewięćdziesiąt minut z Gruzją (0:0).
Od stycznia 2010 do lata 2011 był zawodnikiem Ałanii Władykaukaz, gdzie trafił wraz z klubowym kolegą Iwanem Stojanowem. W 2011 roku został zawodnikiem Partizana Belgrad, a w 2013 roku – FC Basel. W 2016 wrócił do Łokomotiwu, a latem 2016 przeszedł do Panathinaikosu. 24 stycznia 2017 roku rozwiązał swój kontrakt z PAO za porozumienie stron. Tydzień później związał się umową z Arsienałem Tuła. W rosyjskim klubie rozegrał jednak tylko pół sezonu, a 11 lipca klub poinformował, że zawodnik odchodzi z klubu. Na sezon 2017/2018 postanowił wrócić do kraju i został piłkarzem Beroe Stara Zagora. Po całkiem udanym sezonie w którym zaliczył 21 ligowych występów, a jego zespół zajął 4. miejsce w lidze postanowił jeszcze raz wyjechać za granicę i trafił do zespołu beniaminka TFF 1. Lig - Altay SK.

## Sukcesy piłkarskie
- wicemistrzostwo Bułgarii 2009 i Superpuchar Bułgarii 2008 z CSKA Sofia